# 반쪽금속
반쪽금속(半쪽金屬, half-metal)은 전자의 스핀에 따라 한쪽 스핀의 전자에 대해서는 도체, 반대쪽 스핀에 대해 부도체의 성질을 보이는 물질이다. 